# Ołeksandr Kornijczuk

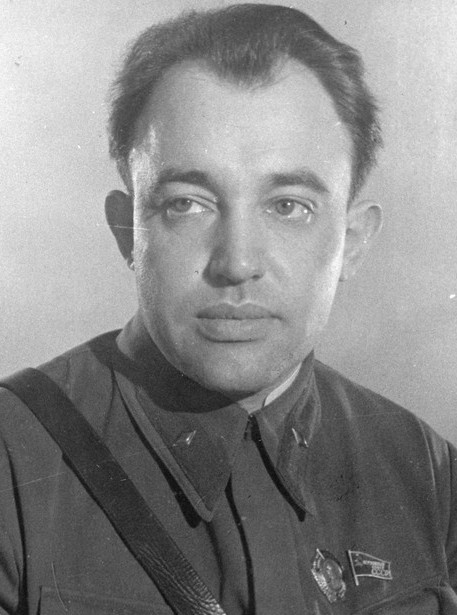
Kornijczuk w mundurze Armii Czerwonej w 1942

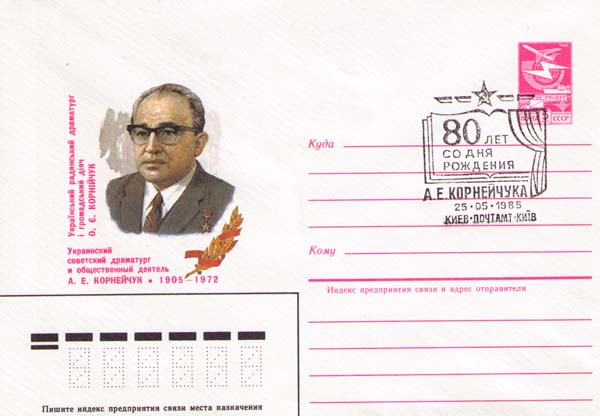
Radziecka koperta pocztowa z wizerunkiem Kornijczuka z 1985, wydana z okazji 80. rocznicy jego urodzin

Ołeksandr Jewdokymowycz Kornijczuk, ukr. Олександр Євдокимович Корнійчук (ur. 12 maja?/25 maja 1905 w Chrystynówce, zm. 14 maja 1972 w Kijowie) – radziecki dramatopisarz i działacz społeczno–polityczny narodowości ukraińskiej, przedstawiciel realizmu socjalistycznego w sztuce radzieckiej. Od lutego do lipca 1944 pełnił funkcję ludowego komisarza spraw zagranicznych Ukraińskiej Socjalistycznej Republiki Radzieckiej. W latach 1947–1953 i 1959–1972 pełnił funkcję przewodniczącego Rady Najwyższej USRR. Bohater Pracy Socjalistycznej.

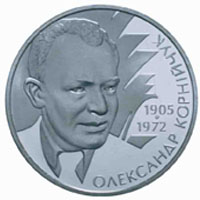
Moneta pamiątkowa wydana przez Narodowy Bank Ukrainy w 2005 z wizerunkiem Ołeksandra Kornijczuka

## Życiorys
Urodził się w rodzinie ślusarza, w młodości pracował na kolei. Studia na wydziale literatury w Kijowie ukończył w 1929. Od 1940 członek Komunistycznej Partii (bolszewików) Ukrainy. Od lutego do lipca 1944 zajmował nowo utworzone stanowisko ministra spraw zagranicznych USRR. Zajmował wysokie stanowiska w Komitecie ds. Sztuki Ukraińskiej Republiki Radzieckiej, Związku Radzieckich Pisarzy Ukrainy.
Działalność literacką rozpoczął w 1925 roku opowiadaniem o Leninie On był wielki (Він був великий). W pierwszej sztuce Na krawędzi (На грані), napisanej w 1929 roku dla młodzieżowego teatru robotniczego, mówił o miejscu artysty w szeregach budowniczych socjalizmu. Kolejne sztuki: Kamienna wyspa (Камяний острів) z 1930 roku, Szturm (Штурм) z 1931 roku świadczą o próbach poszukiwania formy.
Talent dramaturgiczny Kornijczuka ujawnił się w dramacie historycznym: Upadek eskadry (Загибель ескадри) z 1933. Sztuka odnosiła sukcesy głównie dzięki takim wartościom scenicznym, jak zindywidualizowany język postaci, żywy, interesujący dialog, nasycone dramatyzmem sytuacje sceniczne. W sztuce Platon Kreczet (Платон Кречет), 1934, wyd. 1935 stworzył typową postać radzieckiego inteligenta, humanisty i niestrudzonego nowatora. Bohater jest pokazany w ostrym konflikcie z siłami hamującymi rozwój myśli twórczej. Kornijczuk połączył w tej postaci głęboki dramatyzm z liryzmem i humorem, czym udowodnił rozumienie istoty teatru. W romantyczno-heroicznym dramacie Bogdan Chmielnicki (Богдан Хмельницький), 1939 pokazał wydarzenia wojny narodowowyzwoleńczej 1648–1654 i polityczny akt połączenia Ukrainy z Rosją. Na kanwie tej sztuki powstały filmy: Bogdan Chmielnicki w reżyserii I. Sawczenki (1941), 300 lat temu w reżyserii W. Pietrowa (1956) i opera Bogdan Chmielnicki (1951-1953) z muzyką K. Dańkiewicza i librettem autorstwa Kornijczuka i W. Wasilewskiej.
Podczas II wojny światowej pracował jako publicysta, pisał sztuki o tematyce wojennej, w których bohaterowie Armii Czerwonej przeciwstawiają się „gorłowszczyźnie” (od postaci dowódcy Gorłowa). Od marca 1943 roku – zastępca komisarza ludowego spraw zagranicznych ZSRR.
W powojennych sztukach pisał o potrzebie rozwoju duchowego i intelektualnego. Bohaterów komedii – Na stepach Ukrainy (1941), Przyjeżdżajcie do Dzwonkowego (Приїздіть у Дзвонкове), Makar Dubrawa (Макар Дубрава, 1948), Kalinowy gaj (Калиновий гай, 1950), Dlaczego uśmiechały się gwiazdy (Чому посміхалися зорі, 1957), Nad Dnieprem (1960) czy Strona dziennika (1964) osadził głównie w przestrzeni wsi kołchozowej, posługiwał się elementami buffo i groteski.
W 1950 został sygnatariuszem apelu sztokholmskiego. 22 listopada 1950 w Warszawie na II Kongresie Obrońców Pokoju został wybrany w skład Światowej Rady Pokoju.
Jego sztuki wystawiano również w Polsce, w tym w Teatrze im. Juliusza Słowackiego w Krakowie Kartkę z pamiętnika (premiera 29 czerwca 1969) z Marią Malicką w jednej z ról.
Pochowany został w Kijowie, na tamtejszym cmentarzu Bajkowa.

## Życie prywatne
Był trzecim mężem Wandy Wasilewskiej.

## Ordery, odznaczenia i nagrody
- Złoty Medal „Sierp i Młot” Bohatera Pracy Socjalistycznej (1967)
- Nagroda Stalinowska (pięciokrotnie)
- Nagroda Leninowska
- Leninowska Nagroda Pokoju (1960)
- Narodowa Nagroda im. Tarasa Szewczenki (1971)
- Order Lenina (sześciokrotnie)
- Order Rewolucji Październikowej (1971)
- Order Czerwonego Sztandaru (1943)
- Order Czerwonej Gwiazdy (1944)
- Medal „Partyzantowi Wojny Ojczyźnianej” I klasy (1944)
- Medal „Za zwycięstwo nad Niemcami w Wielkiej Wojnie Ojczyźnianej 1941–1945”
- Medal jubileuszowy „Dwudziestolecia zwycięstwa w Wielkiej Wojnie Ojczyźnianej 1941–1945”
- Akademik Akademii Nauk ZSRR (1943)

## Upamiętnienie
W 1972 jego imię otrzymał Kijowski Narodowy Uniwersytet Kultury i Sztuki.
W 1985 poczta ZSRR wydała kopertę z wizerunkiem Ołeksandra Kornijczuka z okazji 80. rocznicy jego urodzin.
Na obszarze Ukrainy jego imieniem nazwano kilka ulic (m.in. w Chrystyniwce, rodzinnym mieście pisarza). Ulica jego imienia znajduje się również w Moskwie, gdzie zawieszona jest również poświęcona mu tablica pamiątkowa.
W 2005 Narodowy Bank Ukrainy wydał okolicznościową monetę o nominale 2 hrywien z wizerunkiem Kornijczuka. W ten sposób upamiętniono 100. rocznicę jego urodzin.